# Taepyeongmu

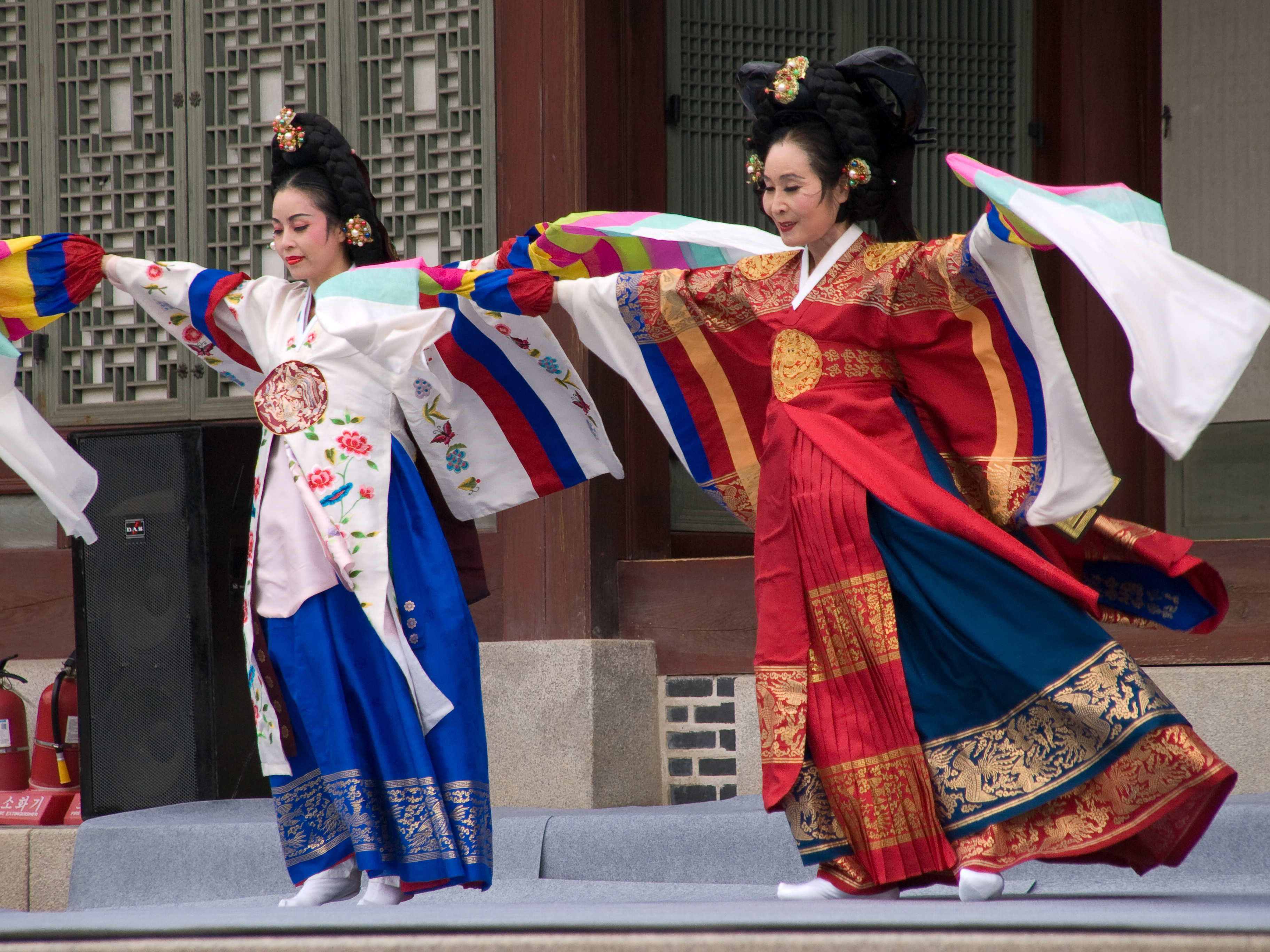

El «Taepyeongmu» (태평무/太平舞, taepyeongmu, danza de la gran paz) es un baile tradicional coreano, con el que se desea paz y prosperidad al país. Se realiza con un traje nacional denominado hanbok.